# Nationaal Park Karmeljoek-Podolië
Nationaal Park Karmeljoek-Podolië of Nationaal Park Karmeljoekove Podillja (Oekraïens: Національний природний парк «Кармелюкове Поділля») is een nationaal park in de oblast Vinnytsja in het westen van Oekraïne. De oprichting tot nationaal park vond plaats per presidentieel decreet (№ 1057/2009) van Viktor Joesjtsjenko op 16 december 2009. Het nationaal park werd opgericht ter behoud, herstel en duurzame ontwikkeling van de natuurlijke, historische en culturele complexen in het zuiden van de historische regio Podolië. Het nationaal park heeft een oppervlakte van 202,034 km².

## Kenmerken
Het nationaal park is gelegen in het zuiden van de historische regio Podolië en werd vernoemd ter ere van en respect voor Oestym Karmeljoek (1787-1835), de leider van een boerenopstand indertijd. Het gebied bestaat grotendeels uit eiken-haagbeukenbossen (Stellario-Carpinetum), met boomsoorten als zomereik (Quercus robur), wintereik (Quercus petreae), haagbeuk (Carpinus betulus), es (Fraxinus excelsior), gewone esdoorn (Acer pseudoplatanus) en elsbes (Sorbus torminalis).

## Flora en fauna
Zeldzame plantensoorten die voorkomen in de bossen van Karmeljoek-Podolië zijn onder meer de Turkse lelie (Lilium martagon), daslook (Allium ursinum), paarse wespenorchis (Epipactis purpurata) en welriekende nachtorchis (Platanthera bifolia). Het landschap biedt ook leefruimte voor diersoorten als das (Meles meles), hermelijn (Mustela erminea), dwergarend (Hieraaetus pennatus) en zwarte wouw (Milvus migrans).
...
Boezky Hard · 
Chotynsky · 
Desnjansko-Starohoetsky · 
Homilsjanski Lisy · 
Karmeljoek-Podolië · 
Karpaten · 
Noord-Podolië · 
Oezjansky · 
Podilski Tovtry · 
Synevyr · 
Skolivski Beskydy · 
Toezlovski Lymany · 
Tsoemanska Poesjtsja · 
Zalissja
...